# Mykyty
Mykyty (ukr. Микити) – wieś na Ukrainie, w obwodzie lwowskim, w rejonie złoczowskim, w hromadzie Podkamień.
Do 1989 roku miejscowość nosiła nazwę Myketiuki (ukr. Микитюки, Mykytiuky).
Do 2020 w rejonie brodzkim. 